# لو كنت رجلا (فلم)
لو كنت رجلا هو فيلم مصري عرض عام 1964، بطولة عايدة هلال وشكري سرحان وعبد المنعم إبراهيم ويوسف شعبان، ومن إخراج أحمد ضياء الدين.

## قصة الفيلم
تقرر منى أن تشترك في إحدى المسابقات التي تشترط أن تكون متزوجة، فتدعي بأنها متزوجة، والمفارقة أنها تفوز في المسابقة، والجائزة هي رحلة لها ولزوجها المزعوم حول العالم.

## طاقم التمثيل
- عايدة هلال: (منى)
- شكري سرحان: (أحمد)
- عبد المنعم إبراهيم: (منعم أخو منى)
- يوسف شعبان: (سمير)
- عصمت محمود
- عدلي كاسب
- عبد الرحمن أبو زهرة
- عواطف رمضان
- عبد السلام محمد
- كوثر رمزي
- عزيزة حلمي
- ثريا فخري
- رأفت فهيم
- صبري عبد العزيز
- عبد المنعم بسيوني
- لطفي الحكيم

## فريق العمل
- إخراج: أحمد ضياء الدين
- قصة: إبراهيم الورداني
- سيناريو وحوار: أحمد ضياء الدين
- مدير التصوير: إبراهيم عادل
- مونتاج: حسين عفيفي
- إنتاج: أفلام عايدة هلال
- توزيع: شركة الشرق لتوزيع الأفلام